# Liste des œuvres de Maurice Delage

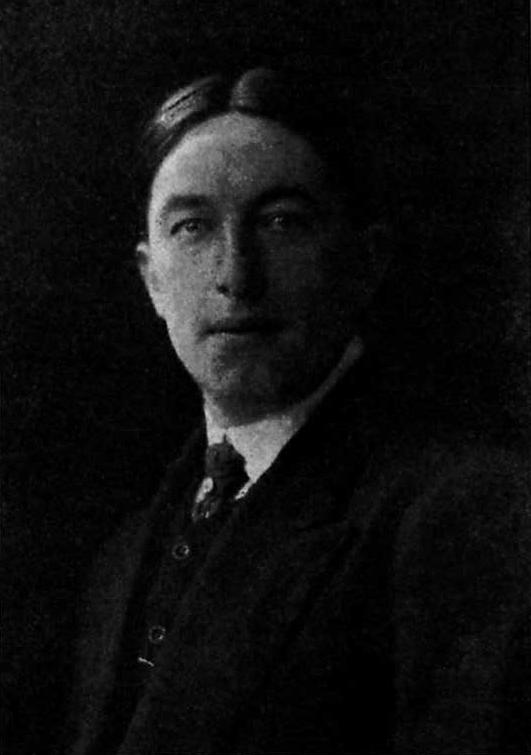
Maurice Delage en 1912.

Cet article répertorie les compositions de Maurice Delage (1879-1961). À la différence de la plupart de ses contemporains, comme Albert Roussel ou Florent Schmitt, le compositeur n'a jamais employé de numérotation par opus. Principalement consacrées au chant, avec piano ou ensemble instrumental, le catalogue complet de ses œuvres a été établi par le musicologue français Jean Gallois, à partir de 1955. 

## Catalogue selon la numérotation de Jean Gallois
Les dates de composition sont celles retenues par Philippe Rodriguez dans sa monographie consacrée à Maurice Delage, La solitude de l'artisan, en 2001 :
- op. 1 : Conté par la mer, pour orchestre (1908)
- op. 2 : Trois Mélodies, pour chant et piano (1909)
- op. 3 : Quatre poèmes hindous, pour chant et ensemble instrumental ou chant et piano (1912)
- op. 4 : Les Bâtisseurs de ponts, pour orchestre (1913)
- op. 5 : Ragamalika, pour chant et ensemble instrumental (1915)
- op. 6 : Schumann..., pour piano (1918)
- op. 7 : Trois Poèmes, pour chant et ensemble instrumental ou chant et piano (1922)
- op. 8 : Ballet de l'Avenir, pour orchestre (1923)
- op. 9 : Sept haï-kaïs, pour chant et ensemble instrumental ou chant et piano (1923)
- op. 10 : Ronsard à sa muse, pour chant et piano (1924)
- op. 11 : Le vieil étang, pour chant et piano (1924)
- op. 12 : Les colombes, pour chant et piano (1924)
- op. 13 : La Chanson de ma mie, pour chant et piano (1924)
- op. 14 : Les Demoiselles d'Avignon, pour chant et piano (1924)
- op. 15 : Sobre las Olas, pour chant et piano (1924)
- op. 16 : Toute allegresse, pour chant et piano (1925)
- op. 17 : Contrerimes, pour piano (1927)
- op. 18 : Vocalises, pour chant et piano (1929)
- op. 19 : Hommage à Roussel, pour chant, flûte et piano (1929)
- op. 20 : Deux fables de La Fontaine, pour chant et ensemble instrumental ou chant et piano (1931)
- op. 21 : Trois Chants de la jungle, pour chant et ensemble instrumental (1934)
- op. 22 : Mississippi, pour orchestre (1945)
- op. 23 : Histougi, pour chant et piano (1946)
- op. 24 : L'Enfant, pour chant et piano (1947)
- op. 25 : Quatuor à cordes en ré mineur (1949)
- op. 26 : In morte di un samouraï, pour chant et ensemble instrumental ou chant et piano (1950)
- op. 27 : Kousk, Breiz Izel, pour chant et piano (1951)
- op. 28 : Bateau ivre, pour orchestre (1954)
- op. 29 : Trois Poèmes désenchantés, pour chant et ensemble instrumental ou chant et piano (1955)
- op. 30 : Cinq Danses symphoniques, pour orchestre (1958)
- op. 31 : Suite pour quatuor d'archets (1958)

Une Suite française pour piano a été ébauchée, dont il ne subsiste que le Menuet.

## Catalogue par genre

### Ballets
- Ballet de l'Avenir, op. 8 (1923)
- Mississippi, op. 22 (1945)

### Œuvres pour orchestre
- Conté par la mer, op. 1 (1908)
- Les Bâtisseurs de ponts, op. 4 (1913)
- Contrerimes, op. 17 (orchestration de 1931[4])
  - Nuit de Noël
  - Hommage à Dom Manuel de Falla
  - Danse
- Bateau ivre, op. 28 (1954) d'après le poème d'Arthur Rimbaud
- Cinq Danses symphoniques, op. 30 (1958)

### Œuvres pour piano
- Schumann..., op. 6 (1918)
- Contrerimes, op. 17 (1927)
  - Nuit de Noël
  - Rêves
  - Danse
- Suite française (inachevée)
  - Menuet

### Mélodies

#### Œuvres pour chant et piano
- Trois Mélodies, op. 2 (1909)
  - Intermezzo, sur un poème de Heinrich Heine
  - Améthystes, sur un poème de Théodore de Banville
  - Du Livre de Monelle, d'après Marcel Schwob
- Quatre poèmes hindous, op. 3 (1912)
  - Madras – « Une belle… » (stance 22 de Bhartrihari)
  - Lahore – « Un sapin isolé… » (poème de Heinrich Heine, no 33 du Lyrisches Intermezzo)
  - Bénarès – « Naissance de Bouddha » (poème anonyme)
  - Jeypur – « Si vous pensez à elle… » (stance 73 de Bhartrihari)
- Trois Poèmes, op. 7 (1922)
  - Roses d'octobre, sur un poème de Rémy de Gourmont
  - L'alouette, sur un poème de Guillaume de Saluste Du Bartas
  - Ballade – « Las ! je me plains », sur un poème de François Villon
- Sept haï-kaïs, op. 9 (1923)
  - « Préface du Kokinshū »
  - « Les herbes de l'oubli… »'
  - « Le coq… »
  - « La petite tortue… »
  - « La lune d'automne… »
  - « Alors… »
  - « L'été… »
- Ronsard à sa muse, op. 10 (1924), sur un poème de Pierre de Ronsard
- Le vieil étang, op. 11 (1924)
- Les colombes, op. 12 (1924), sur un poème d'Albert Samain
- La Chanson de ma mie, op. 13 (1924), sur un poème de Théodore de Banville
- Les Demoiselles d'Avignon, op. 14 (1924), sur un poème de René Chalupt
- Sobre las Olas, op. 15 (1924), sur un poème de Jean Cocteau
- Toute allégresse, op. 16 (1925), sur un poème de Paul-Jean Toulet
- Vocalises, op. 18 (1929)
- Deux fables de La Fontaine, op. 20 (1931)
  - Le Corbeau et le Renard
  - La Cigale et la Fourmi
- Histougi, op. 23 (1946)
- L'Enfant, op. 24 (1947), sur un poème de Léon-Paul Fargue
- In morte di un samouraï, op. 26 (1950), sur des poèmes de Pierre Morès
  - « Papillon du crépuscule… »
  - « La cloche du temple… »
  - « Oh ! compagnons morts !… »
  - « Sur le drapeau du Néant… »
  - « Un vol de colombes… »
  - « Poème d’un ange… »
- Kousk, Breiz Izel, op. 27 (1951)
- Trois Poèmes désenchantés, op. 29 (1955), sur des poèmes de Jean-Marie Moulin
  - Guitare
  - Tu passais
  - Si ton esprit

#### Œuvres pour chant et ensemble instrumental
- Quatre poèmes hindous, op. 3 (1912)
  - Madras – « Une belle… » (stance 22 de Bhartrihari)
  - Lahore – « Un sapin isolé… » (poème de Heinrich Heine, no 33 du Lyrisches Intermezzo)
  - Bénarès – « Naissance de Bouddha » (poème anonyme)
  - Jeypur – « Si vous pensez à elle… » (stance 73 de Bhartrihari)
- Ragamalika, op. 5 (1915)
- Trois Poèmes, op. 7 (1922)
  - Roses d'octobre, sur un poème de Rémy de Gourmont
  - L'alouette, sur un poème de Guillaume de Saluste Du Bartas
  - Ballade – « Las ! je me plains », sur un poème de François Villon
- Sept haï-kaïs, op. 9 (1923)
  - « Préface du Kokinshū »
  - « Les herbes de l'oubli… »'
  - « Le coq… »
  - « La petite tortue… »
  - « La lune d'automne… »
  - « Alors… »
  - « L'été… »
- Hommage à Roussel op. 19, pour chant, flûte et piano (1929)
- Deux fables de La Fontaine, op. 20 (1931)
  - Le Corbeau et le Renard
  - La Cigale et la Fourmi
- Trois Chants de la jungle, op. 21 (1934) d'après Rudyard Kipling
  - Chil le vautour
  - Maktah, « berceuse phoque »
  - Themmangù, « chant et danse du tigre »
- Histougi, op. 23 (1946)
- In morte di un samouraï, op. 26 (1950), sur des poèmes de Pierre Morès
  - « Papillon du crépuscule… »
  - « La cloche du temple… »
  - « Oh ! compagnons morts !… »
  - « Sur le drapeau du Néant… »
  - « Un vol de colombes… »
  - « Poème d’un ange… »
- Trois Poèmes désenchantés, op. 29 (1955), sur des poèmes de Jean-Marie Moulin
  - Guitare
  - Tu passais
  - Si ton esprit

### Musique de chambre
- Quatuor à cordes en ré mineur, op. 25 (1949)
  - [Animato]
  - Scherzo
  - Andante
  - Final
- Suite op. 31, pour quatuor d'archets (1958)

### Monographie
- Philippe Rodriguez, Maurice Delage : La solitude de l'artisan, Genève, Éditions Papillon, coll. « Mélophiles », 2001, 159 p. (ISBN 2-940310-08-4, BNF 38913259)